# Islands in the Stream
"Islands in the Stream" é uma canção gravada por Kenny Rogers e Dolly Parton. Composta pelos Bee Gees, foi lançada em agosto de 1983 como o primeiro single do décimo quinto álbum de estúdio de Rogers, Eyes That See in the Dark. Os Bee Gees lançaram uma versão ao vivo em 1998 e uma versão de estúdio em 2001.
O single alcançou o primeiro lugar na parada Billboard Hot 100 nos Estados Unidos, dando a Rogers e Parton seu segundo melhor desempenho. Em 2005, a canção liderou a enquete da Country Music Television dos melhores duetos country de todos os tempos. Em maio de 2023, recebeu certificado triplo de platina pela Recording Industry Association of America por três milhões de unidades vendidas.

## História
Nomeado em homenagem a um romance de Ernest Hemingway, a canção foi escrita originalmente para Diana Ross em um estilo R&B, mas depois retrabalhada para o dueto de Rogers e Parton.
Durante uma entrevista em 2001 ao Good Morning America, foi suposta que a canção era destinada a Marvin Gaye. Quando Barry Gibb disse que a música foi escrita para Ross, Robin Gibb interrompeu e disse: "Não, nós escrevemos para Marvin Gaye… Nós enviamos para ele, mas ele estava morto, então foi um pouco difícil para cantá-la". Gaye morreu em 1984, um ano depois da gravação. Posteriormente, Robin também disse que foi escrita estilisticamente "como uma espécie de soul com um toque de Marvin Gaye", embora não tenha especificado que era destinada ao cantor. Em outras entrevistas, Barry sempre afirmou que Ross era a artista originalmente escolhida.
A música é cantada em compasso moderado 4
4, com Rogers e Parton alternando os vocais principais. A versão deles está em dó maior quando Rogers assume a voz principal, mas muda para lá bemol maior no momento de Parton.

## Recepção
Cash Box disse que "o som é simplesmente maravilhoso, assim como a melodia e as vozes". Em 2024, a Rolling Stone a classificou em 104º lugar em sua lista das 200 melhores canções country de todos os tempos.

### Desempenho comercial
A canção tirou "Total Eclipse of the Heart" de Bonnie Tyler do primeiro lugar na Billboard Hot 100, também liderando as listas Country e Adulto Contemporâneo. Em dezembro daquele ano, foi certificado de platina pela Recording Industry Association of America por vender mais de dois milhões de cópias físicas nos EUA. Depois de ficar disponível para download digital, foi vendida mais 834.000 vezes nos EUA até 2019.
O single alcançou o pico, 7.ª colocação, na parada do Reino Unido em 1983. Até 2017, acumulou 287.200 downloads e 4,83 milhões de reproduções digitais no país.

## Paradas musicais

### Paradas semanais
| Parada (1983–1984)                            | Melhor posição |
| --------------------------------------------- | -------------- |
| África do Sul (Springbok Radio)               | 4              |
| Austrália (Kent Music Report)                 | 1              |
| Áustria (Ö3 Austria Top 75)                   | 1              |
| Canadá (The Record)                           | 1              |
| Espanha (AFYVE)                               | 28             |
| Países Baixos (Dutch Top 40)                  | 4              |
| Nova Zelândia (Recorded Music NZ)             | 2              |
| Noruega (VG-lista)                            | 2              |
| Suécia (Sverigetopplistan)                    | 3              |
| Reino Unido (UK Singles Chart)                | 7              |
| Estados Unidos (Billboard Hot Country Songs)  | 1              |
| Estados Unidos (Billboard Hot 100)            | 1              |
| Estados Unidos (Billboard Adult Contemporary) | 1              |
| Alemanha Ocidental (Official German Charts)   | 25             |

### Paradas de fim de ano
| Paradas (1983)                | Melhor posição |
| ----------------------------- | -------------- |
| Austrália (Kent Music Report) | 40             |
| Canadá Top Singles (RPM)      | 15             |
| Nova Zelândia                 | 40             |
| EUA Cash Box                  | 11             |

| Parada (1984)                 | Melhor posição |
| ----------------------------- | -------------- |
| Austrália (Kent Music Report) | 10             |
| África do Sul                 | 4              |
| EUA Billboard Hot 100         | 56             |

### Todos os tempos
| Parada (1958–2018)    | Melhor posição |
| --------------------- | -------------- |
| EUA Billboard Hot 100 | 238            |